# Illeville-sur-Montfort
Illeville-sur-Montfort ist eine französische Gemeinde mit 857 Einwohnern (Stand: 1. Januar 2022) im Département Eure in der Region Normandie. Die Gemeinde gehört zum Kanton Pont-Audemer. Die Einwohner werden Illevillais genannt.

## Geographie
Illeville-sur-Montfort liegt etwa 35 Kilometer nordnordöstlich von Bernay im Roumois. Umgeben wird Illeville-sur-Montfort von den Nachbargemeinden Brestot im Norden und Nordwesten, Rougemontier im Norden, Flancourt-Crescy-en-Roumois im Osten, Thénouville im Südosten, Écaquelon im Süden, Montfort-sur-Risle im Südwesten sowie Appeville-Annebault im Westen.
| Jahr      | 1962 | 1968 | 1975 | 1982 | 1990 | 1999 | 2006 | 2013 |
| --------- | ---- | ---- | ---- | ---- | ---- | ---- | ---- | ---- |
| Einwohner | 392  | 372  | 357  | 526  | 680  | 664  | 774  | 877  |

## Sehenswürdigkeiten
- Kirche Saint-Médard aus dem 13. Jahrhundert, Umbauten aus dem 15./16. Jahrhundert
- Pfarrhaus aus dem 18. Jahrhundert
- Herrenhaus aus dem 18./19. Jahrhundert

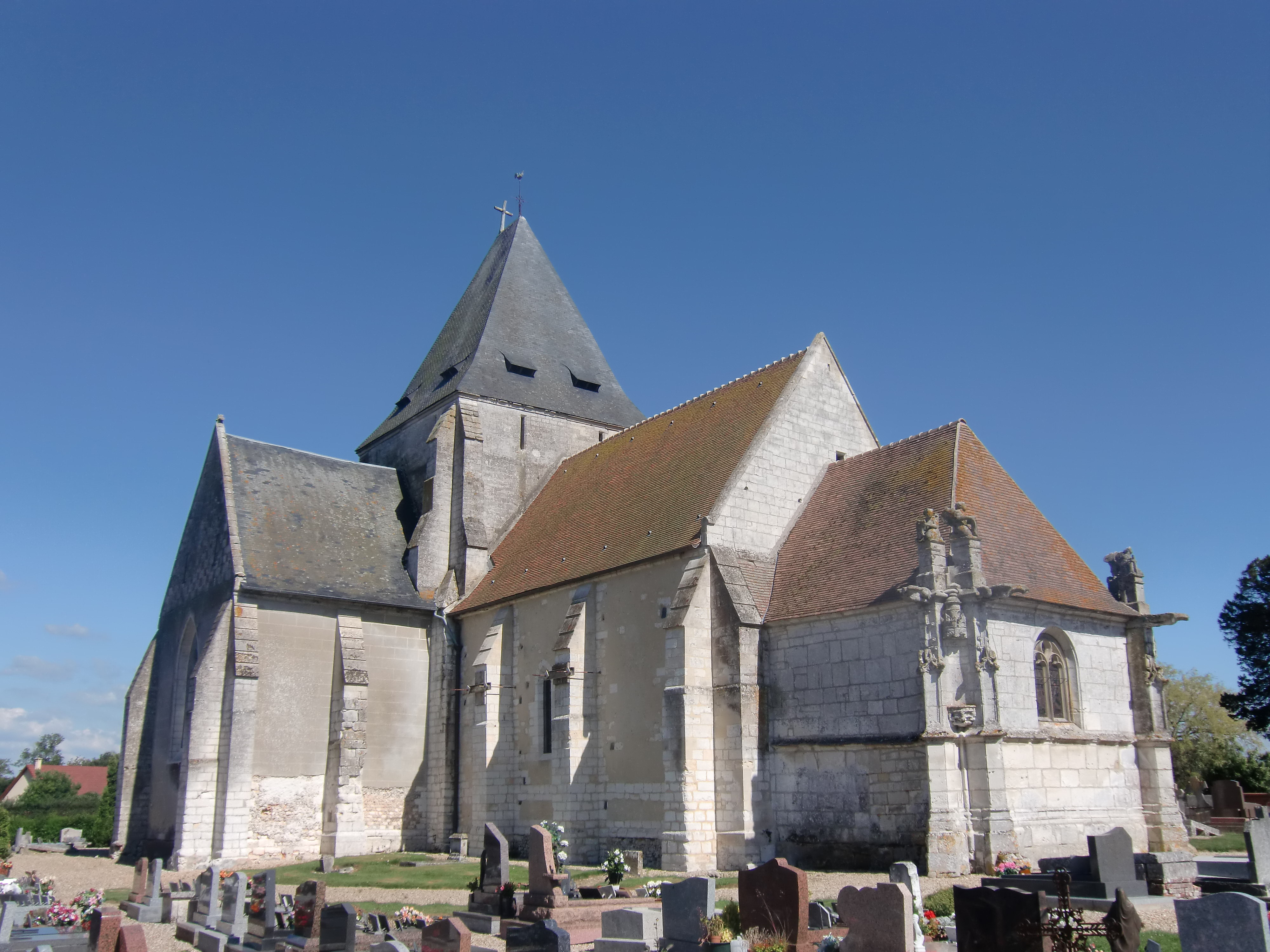
Kirche Saint-Médard

## Persönlichkeiten
- Francis Ducreux (1945–2021), Radrennfahrer